# Werewolf: The Apocalypse
Werewolf: The Apocalypse är ett amerikanskt rollspel som utspelas i den äldre versionen av kampanjvärlden World of Darkness av White Wolf.
Spelarna tar rollen som varulvar kallade Garou som ligger i ett tvåfrontskrig mot den spritistiska ödeläggelsen av stadsutbredningen och mot övernaturliga korrumperande krafter som söker att införliva apokalypsen.
Tillsammans med flera andra rollspel i den ursprungliga World of Darkness-världen lades Werewolf ned 2004. Spelets efterföljare Werewolf: The Forsaken släpptes 14 mars 2005.